# Eomichla
Eomichla is een geslacht van vlinders van de familie sikkelmotten (Oecophoridae), uit de onderfamilie Oecophorinae.

## Soorten
- E. imperiella (Busck, 1914)
- E. irenella Busck, 1911
- E. leucoclista Meyrick, 1930
- E. maroniella (Busck, 1911)
- E. notandella (Busck, 1916)
- E. nummulata Meyrick, 1916
- E. regiella (Busck, 1912)
- E. thysiarcha Meyrick, 1928
- E. xystidota Meyrick, 1918